# زيد بن محمد المدخلي
زيد بن محمد المدخلي فقيه وعالم دين سعودي، هو أبو محمد زيد بن محمد بن هادي المدخلي، من بني شبيل، ولد بقرية الركوبة التابعة إداريا لصامطة من منطقة جازان في المملكة العربية السعودية وذلك في عام 1357 هـ الموافق 1938 وتوفي يوم الخميس 12 جمادى الأولى 1435 هـ.

## نشأته وطلبه للعلم
نشأ زيد المدخلي في قرية الركوبة وفيها بدأ الدراسة، ثم التحق بمدرسة صامطة السلفية، وفي عام 1368 هـ التحق بالشيخ حافظ الحكمي في بيش وقرأ عليه مع مجموع الطلاب المغتربين، وعندما افتتح المعهد العلمي في صامطة التحق به وتخرج منه عام 1380 هـ، ثم التحق بعدها بكلية الشريعة في جامعة الإمام محمد بن سعود الإسلامية بالرياض وتخرج منها عام 1384 هـ.

## أعماله
عين المدخلي مدرسا بالمعهد العلمي بصامطة بعد تخرجه من جامعة الإمام محمد بن سعود الإسلامية بالرياض، وظل يدرس به حتى أحيل على التقاعد في غرة شهر رجب من عام 1417 هـ، وقد أنشأ المدخلي أول مكتبة سلفية خيرية في صامطة وذلك عام 1416هـ تضم ما يزيد على أربعة آلاف كتاب جعلها في خدمة طلاب العلم الذين يأتون إليها من كل مكان، وقد استغل فترة تقاعده في تدريس الفقه والعقيدة والسنة وشتى العلوم الشرعية ووسائلها فجدوِلت له الدروس طوال الأسبوع إلى جانب الدورات العلمية التي يقيمها، ومن هذه الدورات، دورة الشيخ عبد الله القرعاوي التي ابتدأها في صامطة عام 1415 هـ، ولزيد المدخلي شعر فصيح.

## مؤلفاته
لزيد المدخلي العديد من المؤلفات المطبوعة منها:
- التعليق المتين على أصل السنة واعتقاد الدين للإمامين الرازيين.
- التعليقات الحسان على أصول الإيمان لشيخ الإسلام محمد بن عبد الوهّاب.
- نزهة القاري في شرح كتاب العلم من صحيح البخاري.
- طريق الوصول لإيضاح ثلاثة الأصول.
- الأفنان الندية شرح منظومة السبل السوية لفقه السنن المروية.

## وفاته
توفي زيد المدخلي فجر يوم الخميس 12 جمادى الأولى 1435 هـ الموافق 13 مارس 2014 م بعد تعرضه لوعكة صحية أدخل على إثرها قسم العناية المركزة بمستشفى الملك فهد المركزي بجازان، كما تمت الصلاة عليه ودفنه بعد عصر يوم الجمعة الموافق 14 مارس 2014م بمحافظة صامطة.